# Takahiro Yamaguchi
Takahiro Yamaguchi (japanisch 山口 貴弘 Yamaguchi Takahiro; * 8. Mai 1984 in der Präfektur Tokio) ist ein japanischer Fußballspieler.

## Karriere
Yamaguchi erlernte das Fußballspielen in der Universitätsmannschaft der Waseda-Universität. Seinen ersten Vertrag unterschrieb er 2007 bei Shonan Bellmare. Der Verein spielte in der zweithöchsten Liga des Landes, der J2 League. Am Ende der Saison 2009 stieg der Verein in die J1 League auf. Am Ende der Saison 2010 stieg der Verein wieder in die J2 League ab. Für den Verein absolvierte er 135 Ligaspiele. 2013 wechselte er zum Ligakonkurrenten V-Varen Nagasaki. Für den Verein absolvierte er 78 Ligaspiele. 2015 wechselte er zum Ligakonkurrenten Ōita Trinita. Am Ende der Saison 2015 stieg der Verein in die J3 League ab. 2016 wurde er mit dem Verein Meister der J3 League und stieg in die J2 League auf. Für den Verein absolvierte er 44 Ligaspiele. Ende 2017 beendete er seine Karriere als Fußballspieler.